# Фазельянов, Энварбик Михайлович
Энварбик Михайлович Фазельянов (род. 17 декабря 1949, Москва) — российский дипломат.

## Биография
Окончил МГИМО МИД СССР (1974) и Курсы повышения квалификации при Дипломатической академии МИД России (1998). На дипломатической работе с 1987 года. Кандидат экономических наук. Владеет арабским и английским языками.
- В 1987—1991 годах — второй секретарь Посольства СССР в Ираке.
- В 1991—1992 годах — первый секретарь Управления стран Ближнего Востока и Северной Африки МИД СССР.
- В 1993—1995 годах — первый секретарь Посольства России в Кувейте.
- В 1995—1997 годах — советник Посольства России в Судане.
- В 1998—2000 годах — старший советник Департамента кадров МИД России.
- В 2000—2003 годах — генеральный консул России в Джидде (Саудовская Аравия).
- В 2003—2007 годах — главный советник, заместитель директора Департамента по связям с субъектами федерации, парламентом и общественно-политическими организациями МИД России.
- С 12 июля 2007 по 27 декабря 2013 года — чрезвычайный и полномочный посол Российской Федерации в Судане[1][2].
- С 27 декабря 2013 по 21 декабря 2017 года — чрезвычайный и полномочный посол Российской Федерации в Омане[3][4].

С 2018 года — в отставке.

## Семья
Женат, имеет дочь.

## Награды
- Медаль «100 лет образования Татарской Автономной Советской Социалистической Республики» (28 марта 2025 года) — за существенный вклад в сохранение и преумножение культурно-духовного наследия Республики Татарстан[5].
- Почётная грамота Правительства Российской Федерации (5 сентября 2006) — За активное участие в реализации срочных мер по оказанию содействия в возвращении на Родину российских паломников — участников хаджа в связи с возникновением сложной эпидемиологической ситуации в ближневосточном регионе[6].
- Знак отличия «За безупречную службу» XXV лет (8 июля 2011) — За большой вклад в реализацию внешнеполитического курса Российской Федерации и многолетнюю добросовестную работу[7].
- Почётная грамота МИД Российской Федерации (2001).

## Дипломатический ранг
- Чрезвычайный и полномочный посланник 2 класса (29 декабря 2006)[8].
- Чрезвычайный и полномочный посланник 1 класса (17 января 2011)[9].
- Чрезвычайный и полномочный посол (14 ноября 2012)[10].

### Книги
- Фазельянов Э. М. Диалог цивилизаций. Россия и мусульманский мир / Институт востоковедения РАН. — М.: Международные отношения, 2012. — 354 с.: ил. ISBN 978-5-89282-517-7

### Переводы
- فازيليانوف إي م. حوار الحضارات. روسيا والعالم الإسلامي | [Пер. на араб. М. Н. Эльгебали] — Эр-Рияд:Центр перевода университета короля Сауда, 2018. — 397 с. ISBN 978-603-507-597-8